# Will You
«Will You» es una canción interpretada por la banda estadounidense P.O.D. Fue el primer sencillo de su álbum Payable on Death. El sencillo alcanzó el puesto 12 en las listas Hot Modern Rock Tracks y Mainstream Rock Tracks de la revista Billboard.

## Listado de canciones
| Sencillo |                                 |          |  |
| N.º      | Título                          | Duración |  |
| 1.       | «Will You» (versión del álbum)  | 3:48     |  |
| 2.       | «Will You» (Chris Vrenna remix) | 3:54     |  |
| 3.       | «Cain»                          | 3:27     |  |